# Карасу (Актогайский район)
Карасу (каз. Қарасу) — село в Актогайском районе Карагандинской области Казахстана. Входит в состав Карабулакского сельского округа. Код КАТО — 353645300.

## Население
В 1999 году население села составляло 347 человек (185 мужчин и 162 женщины). По данным переписи 2009 года, в селе проживало 227 человек (110 мужчин и 117 женщин).